# Beverage-Antenne

Die Animation zeigt die Funktion der Beverage-Antenne

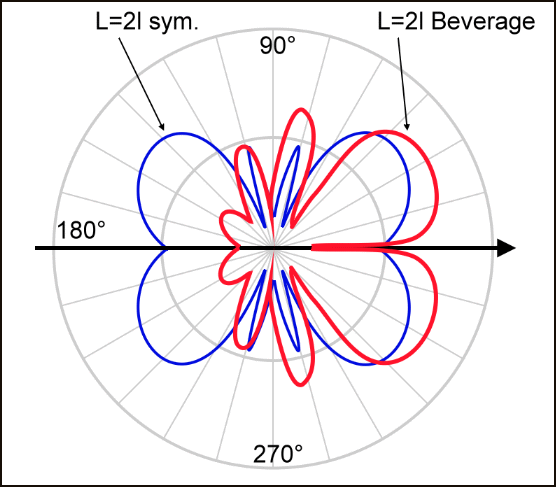
Strahlungscharakteristik einer Langdrahtantenne (blau) und einer Beverage-Antenne (rot)

Eine Beverage-Antenne, auch Wellenantenne, ist eine Langdrahtantenne, welche in relativ geringer Höhe von einigen Metern über Grund montiert wird. Sie wird von einer Seite elektrisch kontaktiert und am anderen Ende über einen elektrischen Widerstand geerdet. Die Antenne wird primär als richtungsabhängige Empfangsantenne im Kurzwellenbereich eingesetzt und ist nach Harold Henry Beverage benannt, welcher sie 1921 entwickelt hat.
Durch die Art der elektrischen Kontaktierung verschiebt sich die symmetrische Strahlungscharakteristik des Dipols in Richtung des über den Widerstand geerdeten Antennenendes unter Verringerung der Rückwärtsstrahlung. Im Diagramm markiert die Pfeilspitze die geerdete Seite. Bei einer Länge, die fünf- bis zehnmal so groß ist wie die Wellenlänge, ist eine Rückwärtsdämpfung von etwa 10 dB erreichbar. Sie gehört damit zu den sogenannten „aperiodischen Antennen“ und befindet sich nicht in Resonanz mit der Betriebswellenlänge. Durch die einseitige Speisung ist die Antenne hochohmig und erfordert eine Impedanzanpassung beispielsweise in Form eines Antennentuners.
Der Gesamtwirkungsgrad einer Beverage-Antenne ist mit 1 % eher im unteren Bereich und vergleichbar mit einem Bodendipol. Dieser Nachteil wird durch die Unabhängigkeit von der Betriebswellenlänge ausgeglichen, was die Abstimmung auf ebendiese Wellenlänge weitgehend unnötig macht. Im kommerziellen Bereich wird neben der Rhombusantenne auch die Beverage-Antenne vereinzelt für Sendezwecke eingesetzt.
Bei Funkamateuren wird sie in der Regel nur für Empfangszwecke eingesetzt, wobei das 160-Meter-Band bevorzugt wird. Durch ihre Breitbandigkeit ist sie auch für das 80-Meter- und 40-Meter-Band sehr gut geeignet.